# Résolution 805 du Conseil de sécurité des Nations unies
Membres permanents
- Chine
- États-Unis
- France
- Royaume-Uni
- Russie

Membres non permanents
- Brésil
- Cap-Vert
- Djibouti
- Espagne
- Hongrie
- Japon
- Maroc
- Nouvelle-Zélande
- Pakistan
- Venezuela

Résolution no 804 Résolution no 806
La résolution 805 du Conseil de sécurité des Nations Unies, adoptée à l'unanimité le 4 février 1993, après avoir constaté le décès du juge à la Cour internationale de Justice (CIJ) Manfred Lachs le 14 janvier 1993, a décidé que les élections au poste vacant à la CIJ auraient lieu le 10 mai 1993 au Conseil de sécurité et lors d'une réunion de l'Assemblée générale lors de sa 47e session.
Lachs était membre de la CIJ depuis 1967 et en fut le président entre 1973 et 1976. Son mandat devait prendre fin en février 1994. 

## Voir également
- Juges de la Cour internationale de Justice